# Немеш Іван Михайлович
Іва́н Миха́йлович Не́меш — сержант Збройних сил України, учасник російсько-української війни.

## З життєпису
Учасник Революції Гідності, доброволець «Правого сектору». Командир відділення ПЗРК, 128-а бригада, з серпня 2014 — під Дебальцевим.
В одному бою потрапив під мінометний обстріл, зазнав осколкового поранення в праве плече. Оперований, лікувався у Мукачівському військовому госпіталі знову. Після одужання несе службу в Артемівську.

## Нагороди
За особисту мужність і героїзм, виявлені у захисті державного суверенітету та територіальної цілісності України, вірність військовій присязі під час російсько-української війни
- нагороджений орденом «За мужність» III ступеня (9.4.2015).